# Scharführer

Patka kołnierzowa SS-Scharführera

Scharführer – podoficerski stopień paramilitarny w SS i SA (nierównoważny), który w SS odpowiadał stopniowi Unterfeldwebel w Wehrmachcie, a w SA stopień Wehrmachtu Unteroffizier. Na patkach Scharführera była jedna gwiazdka z belką, natomiast pagon był obwiedziony białym pasmem. Ranga SS-Scharführer była równoważna w SA z SA-Oberscharführer.